# Vanille
Vanille is een specerij afkomstig uit de vruchten van de klimorchidee van het geslacht Vanilla.

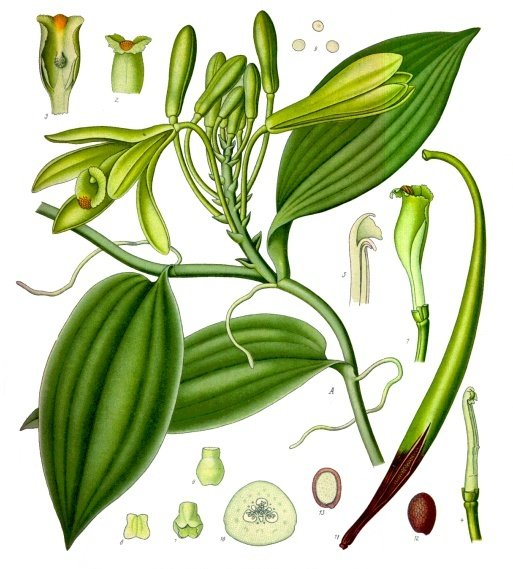
Vanilla planifolia met peulen

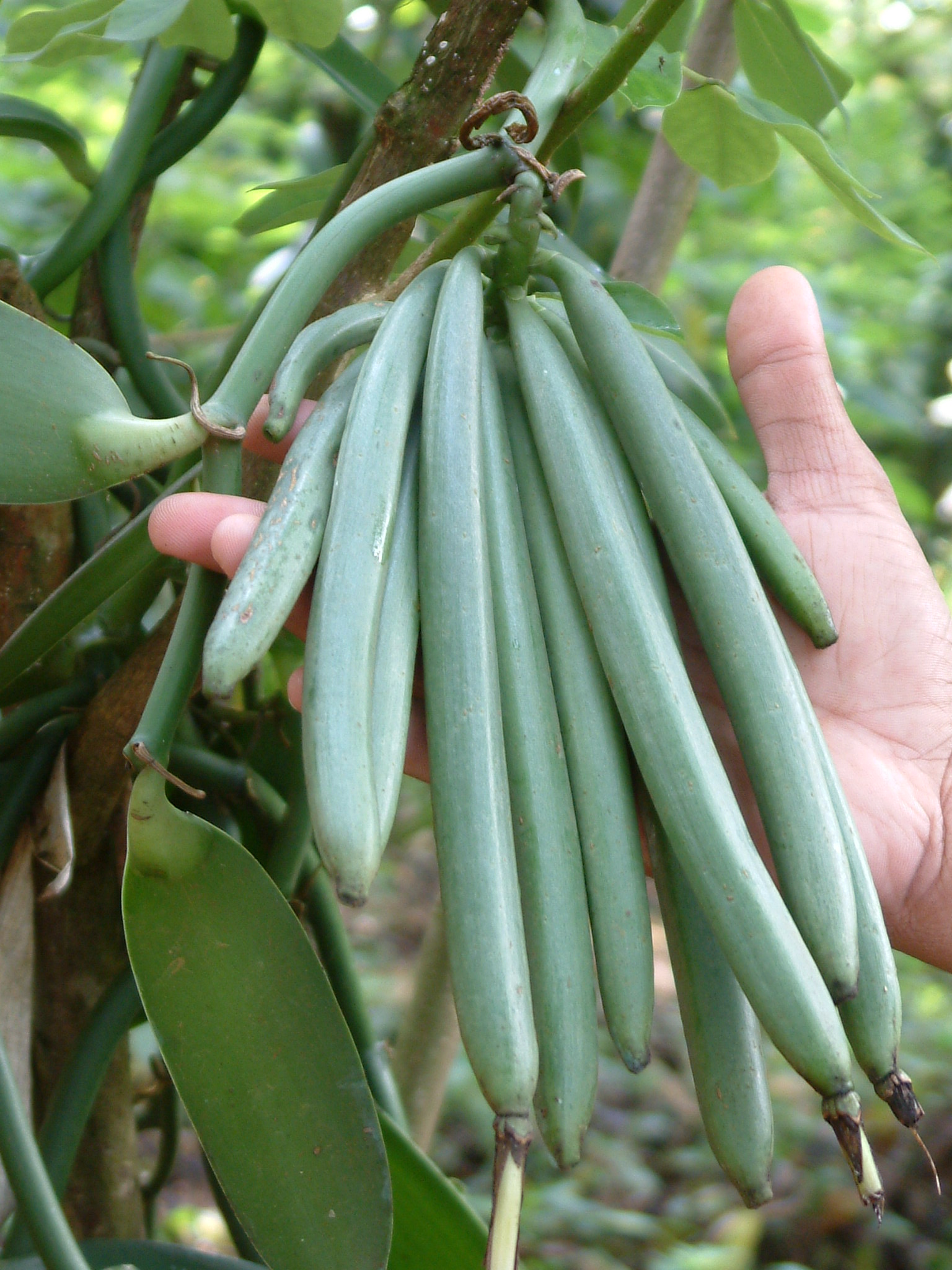
Onbewerkte vanille-vruchten

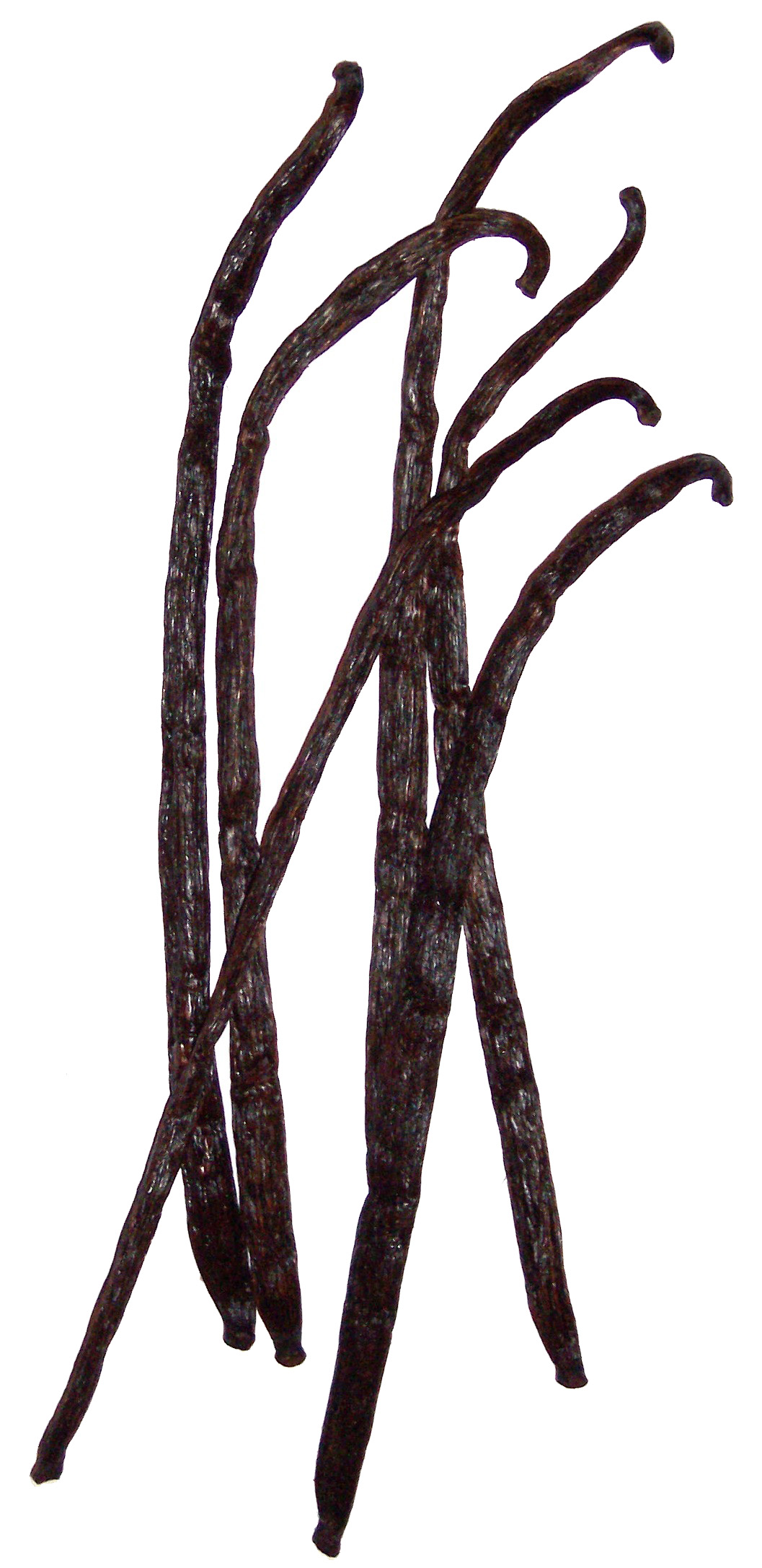
Vanillestokjes

## Vanillesmaakstof
De vanille-orchidee (Vanilla planifolia) levert de specerij vanille(stokjes), die niet alleen wordt verwerkt in levensmiddelen, maar ook in onder andere tabak en parfum (het wordt beschouwd als een afrodisiacum). De plant komt oorspronkelijk uit Mexico, hoewel die nu bijna overal tussen de keerkringen wordt gekweekt. Madagaskar is de grootste producent van vanille met meer dan 2000 ton per jaar.
De vruchten van de plant (die eruitzien als peulen, maar botanisch gezien eigenlijk bessen zijn) worden onrijp geplukt en vochtig verhit, daarna langzaam gedroogd, waardoor een fermentatieproces optreedt. Hierdoor verandert de onrijpe niet-aromatische vrucht in een zwart en glimmend vanillestokje met een fijne geur en smaak. De vanilline is daarvoor verantwoordelijk, een reukgevende stof die te zien is als fijne kristalnaaldjes (givre) op de buitenkant van het stokje. Wanneer een vanillestokje overlangs doormidden wordt gesneden, zie je binnenin kleine zaadjes, het zogenaamde vanillemerg. Zwart van kleur en zeer aromatisch. Vanille van zeer goede kwaliteit is Bourbonvanille, afkomstig van het eiland Réunion dat vroeger Bourbon heette.

## Geschiedenis
De vanille was een goed bekende smaakstof in Meso-Amerika in de tijd vóór Columbus, en werd door Spaanse conquistadores naar Europa gebracht. In het oude Mexico werden de Totonaken, in de regio nu bekend als Veracruz, beschouwd als producenten van de beste vanille. Zij bleven de belangrijkste producenten van de smaakstof tot in de 19e eeuw.
Vanaf begin 19e eeuw werd de vanille ook in Europa en zijn koloniale gebieden geteeld, maar de planten droegen hier geen vruchten. Uiteindelijke ontdekte men dat de oorzaak was, dat in de oorspronkelijke gebieden de bloemen werden bestoven door een plaatselijk levende bijensoort. In andere gebieden zijn geen geschikte bestuivers aanwezig en sterven de bloemen af zonder vrucht te dragen. Pas nadat in 1840 Edmond Albius, een zwarte slaaf op Réunion, ontdekte hoe de bloemen kunstmatig, met de hand, bestoven kunnen worden, kon de vanille ook buiten Mexico worden gewonnen. Sinds begin 2022 wordt vanille ook in de Nederlandse kassen geteeld. Dankzij de gecontroleerde teelt onder glas kan de tuinder kwaliteitsvanille produceren en sturen op het gehalte vanilline.
De grootste verbruiker van natuurlijke vanille is Coca-Cola. Toen in 1985 de "New Coke" werd geïntroduceerd, stortte de economie van Madagaskar in. De reden was dat in de "New Coke" vanilline, een goedkoper synthetisch substituut, werd gebruikt. Het gebruik van echte vanille liep tijdens deze periode met meer dan de helft terug. Pas nadat de nieuwe cola uit het assortiment werd gehaald krabbelde de economie weer omhoog.

## Chemie

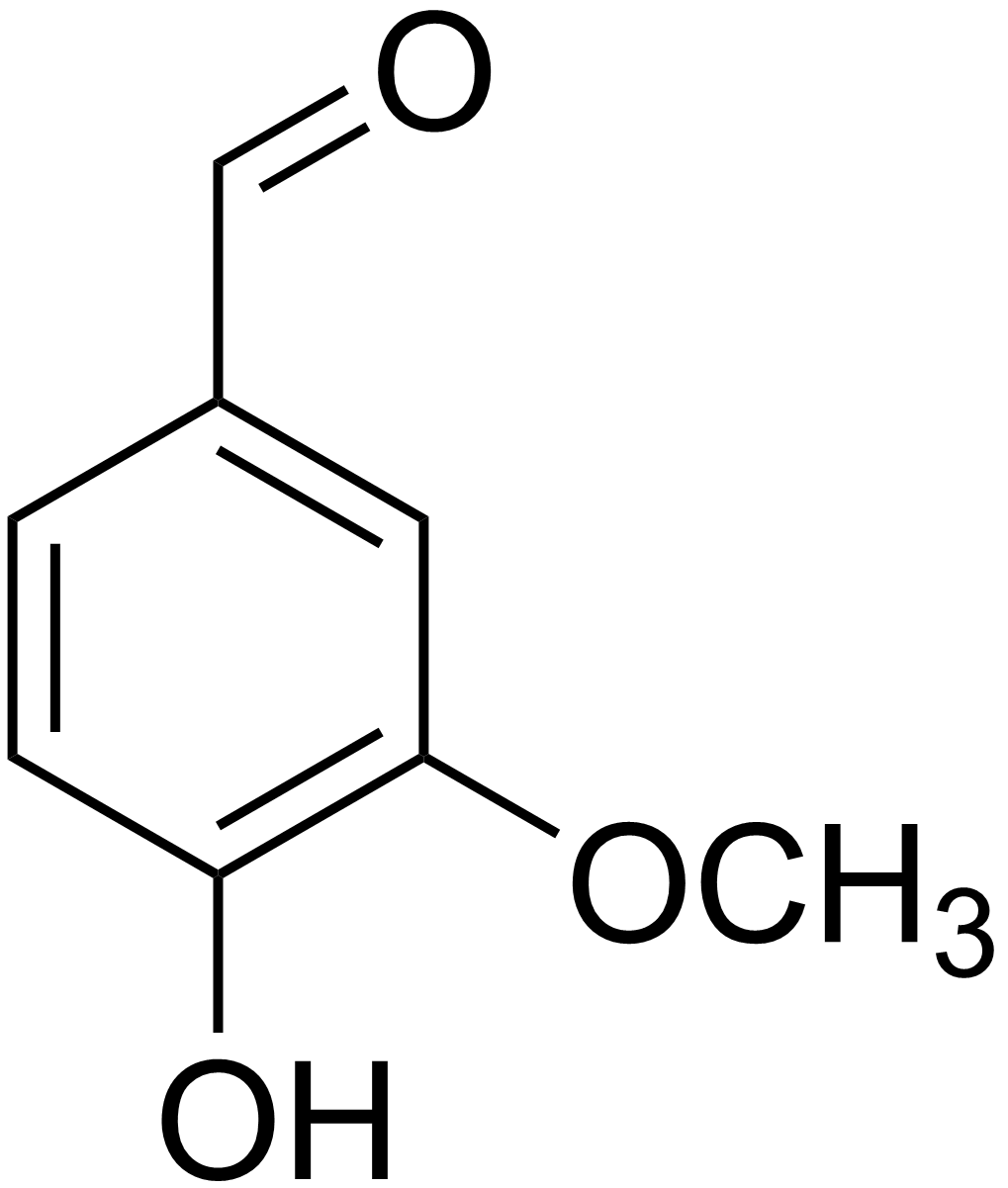
Structuurformule vanilline

Hoewel er veel verschillende stoffen in vanille zitten, is vanilline (4-hydroxy-3-methoxybenzaldehyde) de belangrijkste aromastof die voor de typische sterke geur zorgt. Omdat echte vanille vrij duur is en de wereldproductie van natuurlijke vanille bij lange na niet voldoende is om de behoefte te dekken wordt vanilline synthetisch gemaakt. Hierbij wordt onder andere gebruikgemaakt van lignine uit hout (meestal houtafval uit de papierindustrie) of van kruidnagelolie. De geurstof van kruidnagelen bestaat hoofdzakelijk uit de olieachtige vloeistof eugenol, die omgezet kan worden in vanilline. Ook eugenol kan synthetisch worden bereid (4-allyl-2-methoxyfenol). Naast vanilline wordt vaak het drie keer sterker smakende ethylvanilline gebruikt (3-ethoxy-4-hydroxybenzaldehyde).

In de meeste supermarkten is vanille-essence in kleine flesjes te koop. Dit is kunstmatige vanilline. Vanille-extract daarentegen is een natuurlijk product. Hierbij zijn de natuurlijke smaakstoffen van de vanilleboon in alcohol opgelost. In Amerika en Engeland wordt veel van dit "natural vanilla extract" gebruikt. Dit product kan nagebootst worden door opengesneden vanillestokjes enkele weken in wodka te laten trekken.

Vanille-essence wordt met druppels gebruikt, vanille-extract met theelepels.

## Analyse en authenticiteit

Structuurformule 4-hydroxybenzaldehyde

Naast vanilline speelt ook 4-hydroxybenzaldehyde een belangrijke rol in de geur- en smaakbeleving van echte vanillebonen. Hoewel deze stof in veel lagere concentraties voorkomt dan vanilline, draagt zij bij aan het complexe aroma van natuurlijke vanille. De verhouding tussen 4-hydroxybenzaldehyde en vanilline wordt vaak gebruikt als analytische maatstaf om natuurlijke vanille van synthetische of bewerkte producten te onderscheiden. Wanneer een extract uitsluitend vanilline bevat, is er meestal sprake van gesynthetiseerde of uit overrijpe bonen geëxtraheerde vanilline.
Een natuurlijk vanille-extract bevat meerdere aromacomponenten, waaronder 4-hydroxybenzaldehyde, en heeft dus een kenmerkende verhouding van geurstoffen. In tegenstelling tot dit natuurlijke profiel vertonen synthetische vanillineproducten of extracten van overrijpe bonen een abnormale verhouding, vaak met afwezigheid van 4-hydroxybenzaldehyde.
Hoe langer de vanillebonen worden doorgerijpt, tot voorbij hun houdbaarheidsdatum, hoe meer vanilline wordt geproduceerd, die chemisch uit de boon kan worden geëxtraheerd. De bonen zelf zijn echter niet meer geschikt voor consumptie vanwege microbiële besmetting door bacteriën en schimmels die zich in het binnenste van de boon kunnen ontwikkelen.

## Gebruik
Het aroma van vanille in room, cake, taart en andere levensmiddelen kan worden verkregen door wat synthetische vanille toe te voegen of door vanillepeulen mee te koken. Een sterker aroma kan worden bereikt door de peulen overlangs open te snijden, waardoor het zeer smaakvolle merg vrijkomt uit het binnenste van de peulen. Kwaliteitsvanille heeft een sterk smakend/geurend aroma, maar aan levensmiddelen wordt meestal synthetische vanilline of vanille van mindere kwaliteit toegevoegd, omdat dit veel goedkoper is.

## Vanillesuiker
Vanillesuiker is suiker met vanillesmaak. Meestal is deze smaak afkomstig van synthetische vanilline en zou dus eigenlijk vanillinesuiker moeten heten. Vanillesuiker wordt gemaakt door vanilline aan suiker toe te voegen, maar kan ook van natuurlijke vanille worden gemaakt of van een mengsel van synthetische met (een beetje) echte vanille. In de combinatie met suiker wordt het aroma van vanille krachtiger. Aangezien natuurlijke vanille veel meer aromastoffen bevat dan vanilline is er een smaakverschil tussen vanillesuiker van vanilline of van vanillestokjes.
Vanillesuiker kan men eenvoudig zelf maken door 2 gram vanilline met 100 gram suiker te mengen of door vanillestokjes samen met suiker in een pot te stoppen. Na verloop van tijd zal de vanillegeur in de suiker trekken.

## Afgeleide betekenissen
Omdat vanille een van de belangrijkste ijssmaken is, en ook vaak het goedkoopst is, heeft de term vanilla in het Engels een extra betekenis gekregen, namelijk 'conventioneel', 'basis-' of 'zonder toeters en bellen'. Zo is vanilla-software een benaming voor software die niet afwijkt van de originele versie. Wanneer men in de financiële wereld over een vanilla structure spreekt, bedoelt men een zeer eenvoudige basistransactie, bij voorkeur zonder additionele derivaten.
Onder vanilleseks verstaat men conventionele seks, het tegenovergestelde van kinky / alternatieve seks.